# Psychotyczność
Psychotyczność – w psychologii oznacza cechę osobowości związaną z niską wrażliwością na normy społeczne i wysoką impulsywnością. W założeniu autora, wysoka psychotyczność miała wiązać się z objawami psychiatrycznymi – psychotycznym, psychopatycznym lub schizofrenicznym funkcjonowaniem. Za wymiar przeciwny psychotyczności można uznać uspołecznienie, konwencjonalność, konformizm i altruizm.
Pojęcie to wprowadził Eysenck w teorii temperamentu PEN. Eysenck nie zdefiniował psychotyczności wprost, ponieważ opierał się na wynikach analizy czynnikowej, która wykrywa korelacje ateoretycznie i empirycznie, przedstawił jednak jej określoną interpretację wiążącą ją z różnymi aspektami funkcjonowania charakteryzującego się niekonwencjonalnością i niedostosowaniem społecznym. 
Psychotyczność koreluje ujemnie z czynnikami takimi jak ugodowość i sumienność w innym popularnym modelu czynnikowym cech osobowości, tzw. Wielkiej Piątce. 
Psychotyczność składa się według Eysencka z następujących cech składowych:
- agresja
- chłód emocjonalny
- egocentryzm
- impulsywność
- aspołeczność
- brak empatii
- twórczość (kreatywność)

Późniejsze badania wykazały, że psychotyczność jest najmniej spójnym i rzetelnym czynnikiem w modelu PEN, i nie koreluje silnie z dysfunkcyjną impulsywnością, psychopatologią ani schizofrenią.